# Alejandra Torres-Quevedo
Alejandra Torres-Quevedo née le 30 septembre 1999 à Madrid, est une joueuse de hockey sur gazon espagnole. Elle évolue au poste de milieu de terrain au Club de Campo, et avec l'équipe nationale espagnole.

## Carrière

### Championnat d'Europe
- : 2019[5]

### Jeux olympiques
- Top 8 : 2020

### Hockey Series
- : 2018-2019[6]